# Piatyhory
Piatyhory (ukr. П'ятигори, Pjatyhory) – wieś na Ukrainie, w obwodzie rówieńskim, w rejonie zdołbunowskim. W 2001 roku liczyła 582 mieszkańców.
We wsi znajduje się cerkiew Narodzenia Przenajświętszej Bogurodzicy.